# ELIZA

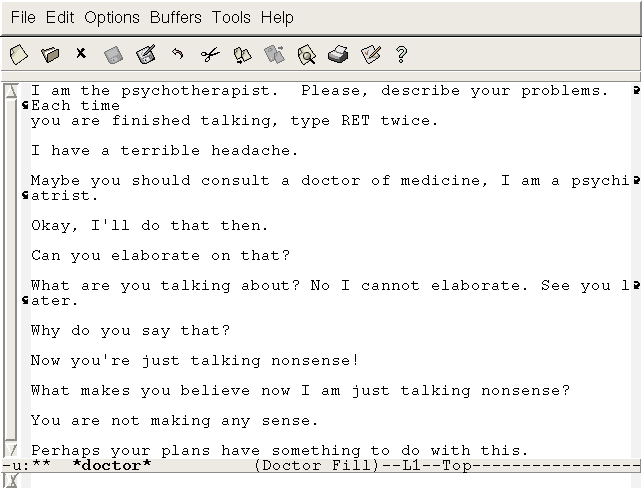
GNU EMACS ELIZA

ELIZA – program symulujący psychoanalityka, napisany w 1966 przez Josepha Weizenbauma za pomocą języka SLIP. W oparciu o psychoterapię rogeriańską ELIZA prowadziła symulację rozmowy. Nowe odpowiedzi generowała na podstawie wcześniejszych rozmów.
Joseph Weizenbaum był zszokowany wpływem programu na zachowanie użytkowników, którzy traktując program jak prawdziwego użytkownika wprowadzali do programu informacje o swoich problemach, nawiązywali z nim afektywną relację oraz przekazywali do programu swoje dane osobowe. Na podstawie zachowania użytkowników Weizenbaum zaczął krytycznie odnosić się do idei sztucznej inteligencji. Swoją krytykę wyraził w pracy pt. Computer Power and Human Reason: From Judgment to Calculation, wydanej w 1976 roku.